# Nouvelle société
La nouvelle société est le nom donné au projet politique préconisé par Jacques Chaban-Delmas, Premier ministre de Georges Pompidou, lors de sa déclaration de politique générale en 1969. D'inspiration centriste, il pense répondre à la crise de Mai 68 par un progressisme contractuel qui laisse une large place au dialogue social, à une plus grande liberté d'expression et à une ouverture politique (par exemple à des syndicalistes chrétiens comme Jacques Delors).
L'idée d'une France symbolisée par le Concorde, le France, et une ORTF innovante et politiquement plus ouverte séduit une partie centriste de l'opinion mais elle exaspère Pompidou, ses conseillers (Marie-France Garaud et Pierre Juillet), ainsi que ses alliés libéraux comme Valéry Giscard d'Estaing qui y voient un jeu personnel et politiquement irresponsable.

## Genèse

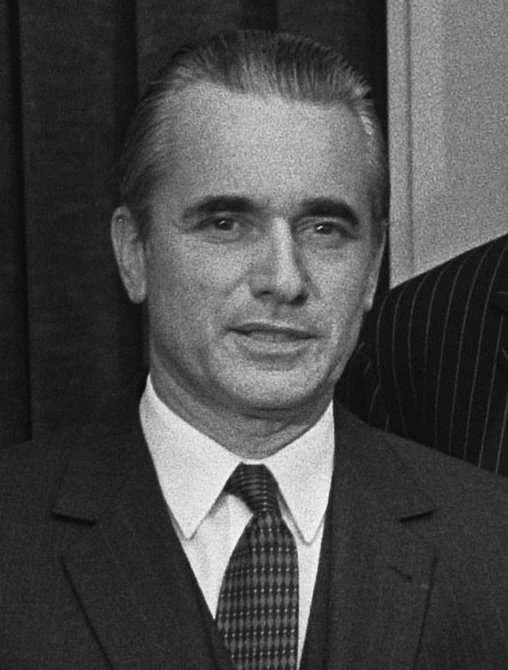
Jacques Chaban-Delmas en 1969.

Nommé Premier ministre par Georges Pompidou à la suite de son élection à la présidence de la République, Chaban-Delmas prépare avec son équipe son discours de politique générale. Bien qu'assuré de recueillir une majorité à l'Assemblée nationale, le discours est préparé par Matignon en coordination avec le cabinet du président.
Le discours doit permettre à Chaban-Delmas de fixer une ligne politique pour le septennat de Georges Pompidou. Il s'inspire de son expérience en tant que maire de Bordeaux. Toutefois, peu satisfait de la teneur du discours, il est réécrit jusqu'au jour où il est prononcé, notamment par Yves Cannac et Simon Nora. La version finale n'est pas présentée à Pompidou.
Voici les principaux points du programme d'action gouvernemental exposé, par Jacques Chaban-Delmas devant l'Assemblée nationale:
Dans les entreprises nationales, de nouvelles procédures de détermination des salaires seront étudiés en liaison avec les syndicats et seront appliquées dès l’année 1970. Pour les entreprises publiques, il s’agit d’en faire de vraies entreprises, en leur restituant la maîtrise de leurs décisions, ce qui implique que la responsabilité de leurs dirigeants soit effectivement sanctionnée.
L’Office de radiodiffusion-télévision française : des textes préciseront dans les prochaines semaines l’autonomie financière de l’Office. Seront créées deux unités autonomes d’information correspondant aux deux chaînes existantes. Les modalités et les temps d’antenne vont être défini pour que puissent s’exprimer régulièrement toutes les formations politiques et les organisations socio-professionnelles nationales.
Sur le plan de la compétitivité nationale les ressources budgétaires en faveur de la formation professionnelle seront majorées de 20 %, à partir de 1970. Des dispositions particulières seront mises en œuvre en vue du recyclage et de l’emploi des travailleurs de plus de 50 ans qui constituent près de 50 % des chômeurs qui subsistent. Trois cents kilomètres d’autoroute seront mises en chantier en 1970 et la progression des investissements consacrés au téléphone dépassera 40 % l’année prochaine. Ainsi, le trafic sera plus que doublé en 1973. La politique de libération par anticipation du contingent sera poursuivie pour la fraction suivante. Le Parlement sera saisi à sa session de printemps 1970 d’un projet de loi ramenant la durée du service militaire à douze mois.
Sur le plan du développement industriel : il faut hisser au niveau mondial quelques groupes puissants et promouvoir au niveau national le plus possible d’entreprises moyennes dynamiques. Les mécanismes de financement et de restructuration seront complétés et même transformés par la création de l’Institut de développement industriel, organisme léger destiné à prendre des participations temporaires en fonds propre et qui ne sera ni une banque d’État, ni un hospice pour entreprises menacées. Le gouvernement définira avec les professions des objectifs d’exportation par branches, qui seront inclus dans les contrats de programme. Pour associer pleinement les cadres au succès des sociétés et les y intéresser, les dispositions législatives vous seront proposées en vue de leur permettre d’acquérir des actions de leur entreprise, selon des mécanismes comparables à celui des stock options employées dans les pays anglo-saxons.
Sur le plan du rajeunissement des structures sociales il implique : la transformation des relations professionnelles. La revalorisation de la condition ouvrière. Une redéfinition de la solidarité. Afin de transformer les relations professionnelles, le gouvernement propose tout d’abord au patronat et aux syndicats de coopérer avec l’État pour les tâches d’intérêt commun. En second lieu, afin de moderniser et de rendre plus efficaces les accords collectifs entre le patronat et les syndicats, le gouvernement se propose d’étudier avec les intéressés, la rénovation du cadre et des modalités des conventions collectives. Par ailleurs, le gouvernement veillera à l’application de la législation sur la section syndicale et mettra en place des chambres sociales auprès des tribunaux de grande instance pour le règlement des conflits collectifs.
Sur le plan du logement notre politique visera d’abord à faire baisser fortement les coûts, notamment par l’augmentation de l’offre de terrains à bâtir, par le regroupement et la rénovation des professions liées au bâtiment, et par une mise en concurrence plus active des producteurs. Les bases financières de notre développement seront elles-mêmes affermies, notamment par l’égalisation des conditions de concurrence entre les divers établissements financiers et les divers circuits de collecte de l’épargne.
Sur le plan agricole : favoriser le développement d’une agriculture de compétition capable de supporter toutes les charges d’une activité industrielle normale. Favoriser (pour l’agriculture de caractère social) une politique de transfert passant plus par l’aide aux personnes que par le soutien des produits. Défendre à Bruxelles un infléchissement de la politique commune dans le sens d’une profonde réorientation des productions excédentaires vers les productions déficitaires.
Sur le plan de la condition ouvrière : la mensualisation sera étudiée par quatre personnalités qui indiqueront : « les conditions primordiales de la réussite ». Une étude d’ensemble sera menée dans la préparation du Vie Plan, sur une réduction de la durée hebdomadaire du travail (de préférence à un nouvel allongement des congés annuels) à la condition de ne pas porter plainte à la production. Le gouvernement s’attachera, par priorité, à la revalorisation des bas salaires, d’une part : adoption concertée d’un nouveau régime pour le salaire minimum interprofessionnel de croissance. D’autre part : un programme pluriannuel en faveur des petites catégories de la fonction publique. Des mesures nouvelles interviendront en faveur des handicapés et des inadaptés. Le minimum vieillesse sera sensiblement revalorisé. L’aménagement de l’impôt sur le revenu sera poursuivi en fonction de trois orientations principales : meilleures croissances de revenu réels, unification des bases et des conditions d’imposition, nouveau mode de compensation des charges familiales, compte tenu des possibilités de chaque famille. Dès 1970, sera mise en œuvre une réforme de l’allocation de salaire unique. Celle-ci sera sensiblement augmentée pour les familles en revenus modestes, mais sera réduite à due concurrence pour les familles plus aisées et même supprimé « pour celles qui n’en ont que faire».
Sur le plan de l’enseignement, l’année universitaire 1969-1970 verra la mise en place de nouvelles universités et l’application du principe d’autonomie. L’information scolaire et universitaire sera développée au profit des enseignants, des parents, des élèves et des étudiants. Le gouvernement multipliera la possibilité d’insertion professionnelle des jeunes.

## Contenu
Dans son discours de politique générale, tenu à l'Assemblée nationale le 16 septembre 1969, Jacques Chaban-Delmas appelle de ses vœux une société « prospère, jeune, généreuse et libérée ».
Le constat de départ de Chaban-Delmas est que la France présente un certain retard par rapport à d'autres pays davantage développés sur le plan de l'industrie. Les deux principales raisons invoquées sont un poids trop important que la société a donné à l'État dans le domaine de l'économie depuis la Libération, et un archaïsme des structures sociales (Chaban parle de « société de castes »), qui empêcheraient la France de suivre le rythme des mutations internationales (développement exponentiel de l'industrie dans les pays riches) mais aussi nationales (boom démographique).
Il se propose d'y remédier en assouplissant et modernisant le rôle de l'État, tout en le rendant plus efficace. Concrètement, il souhaite donner une plus grande autonomie aux services publics : plus d’autonomie pour l'ORTF, constituée de deux chaînes concurrentes, ainsi que pour les universités ; restructuration du corps fiscal (qui selon Chaban est le reflet de la lourdeur et du manque d'efficacité de l'État). Le projet d'assouplissement de l'État a ainsi pour fil directeur la décentralisation,.
Les mesures visent également à favoriser l'émancipation et l'épanouissement de l'individu dans la société en réhabilitant largement les métiers techniques et manuels, ce qui doit également contribuer, dans une certaine mesure, au dynamisme économique du pays.
Enfin, il accorde une certaine importance à la justice et au dialogue social par la participation des salariés à la vie de l'entreprise, par des négociations entre patrons et syndicats favorisées par le gouvernement. En effet, selon lui, la France ne peut miser sur son développement économique sans se soucier des « ambitions humaines ». 

## Conséquences

### Tensions entre Chaban-Delmas et Pompidou
Le discours crée une tension entre Chaban-Delmas et le président Georges Pompidou.  
La première raison est que le discours n'a pas été présentée au président avant d'être prononcée, contrairement à la volonté de ce dernier. Ensuite, le discours final n'a pas fait l'objet d'une concertation : l'idée de nouvelle société, que Chaban-Delmas avait soufflée à Pompidou durant l'élection présidentielle, avait été rejetée par ce dernier, qui la considérait comme une « fausse bonne idée ». 
Ainsi, bien que le discours aille sur de nombreux points dans le sens des mesures de modernisation que Georges Pompidou souhaitait entreprendre, il est mal reçu par l'équipe présidentielle. Pierre Juillet, Marie-France Garaud et Georges Pompidou sont irrités par ce qu'ils considèrent comme un crime de lèse-majesté présidentiel. Jacques Fauvet écrit d'ailleurs dans Le Monde que « le Premier ministre ayant fait la semaine dernière devant l'Assemblée nationale un discours de président de la République, le chef de l’État s'est trouvé condamné à faire une déclaration de chef de gouvernement devant la presse. »
D'un point de vue idéologique, ils considèrent que le discours remet en question la légitimité d'un appareil d'État fort. 

### Postérité
La démission contrainte de Jacques Chaban-Delmas en 1972 et l'échec de la nouvelle société achèvent le basculement du néo-gaullisme à droite. Les gaullistes de gauche se détachent définitivement de la majorité UDR.
La nouvelle société inspire dans une certaine mesure la culture de gouvernement de la deuxième gauche.